# 鲜质可汗
鲜质可汗（?—?），是契丹遥辇氏的第五任可汗，其在位时间大约相当于唐宪宗。曾经七次遣使至长安朝贡唐朝，但由于契丹依附回纥，唐朝不册封契丹首领为松漠都督府都督。鲜质可汗发动对奚战争，“俘其拒敌者七百户”，这部分人后发展为“迭剌迭达部”。辽国建立后，鲜质可汗的子孙为遥辇九帐之一，知名者有兒子耶律敵剌、後代耶律弘古和耶律玦。蔡美彪认为遥辇九帐中的鲜质可汗就是《新唐书》提到的习尔之，才是遥辇钦德之前在唐懿宗年间的可汗，而非《辽史》认为的习尔之是巴剌可汗。
| 前任： 苏可汗 | 契丹可汗 | 繼任： 昭古可汗 |